# Aimable Pélissier
Aimable Jean Jacques Pélissier, duc de Malakoff, francoski maršal, politik, plemič in diplomat, * 6. november 1794, † 22. maj 1864.